# Melinda ponti
Melinda ponti är en tvåvingeart som beskrevs av Hiromu Kurahashi 1970. Melinda ponti ingår i släktet Melinda och familjen spyflugor.
Artens utbredningsområde är Myanmar. Inga underarter finns listade i Catalogue of Life.